# Winslow (Arkansas)
Winslow è una città degli Stati Uniti d'America situata nello Stato dell'Arkansas, nella Contea di Washington.